# Osservatorio reale di Madrid
L'osservatorio reale di Madrid è un osservatorio astronomico storico sito su una piccola collina nei pressi del parco del Retiro a Madrid in Spagna. Venne completato nel 1790 ed assunse una parte del lavoro svolto nel passato dal Real Instituto y Observatorio de la Armada a San Fernando, presso Cadice.
È la sede dell'osservatorio nazionale spagnolo e dell'Observatorio Geofísico Central, entrambi amministrati dall'Instituto Geográfico Nacional (attraverso il dipartimento Astronomía, Geofísica y Aplicaciones Espaciales).
Madrid è influenzata dall'inquinamento luminoso e non è una buona posizione per l'astronomia ottica. Condizioni migliori per le osservazioni astronomiche si riscontrano in altre parti del territorio spagnolo, in particolare nelle isole Canarie, la seconda miglior posizione per osservazioni ottiche e ad infrarossi nell'emisfero settentrionale, dopo l'osservatorio di Mauna Kea, Hawaii.

## Architettura
L'edificio dell'osservatorio venne progettato da Juan de Villanueva, architetto di re Carlo IV di Spagna e rappresenta uno dei gioielli dell'architettura neoclassica spagnola. La lanterna della sua cupola fu concepita come un tempio classico circolare.

## Strumenti
Subito dopo la sua costruzione, l'osservatorio fu dotato di un telescopio riflettore di William Herschel del diametro di 7,5 metri. Lo strumento venne smantellato nel corso della guerra peninsulare ed è sopravvissuto soltanto parzialmente. È stato ricostruito negli ultimi anni e può essere osservato assieme ad altre attrezzature scientifiche storiche. L'osservatorio è dotato anche di una biblioteca.